# Дорестад

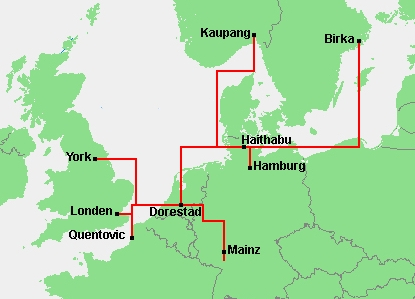
Основні торгові шляхи з Дорестада

Дорестад (лат. Dorestad) — один із найважливіших та найбільших ранньосередньовічних торгово-ремісничих центрів Північної Європи. Розташовувався у межиріччі Рейну й Лека, поблизу сучасного міста Вейк-бей-Дюрстеде (нід. Wijk bij Duurstede) у Нідерландах.